# Bhola Nath Silwal
Bhola Nath Silwal (ur. 4 stycznia 1987) – nepalski piłkarz występujący na pozycji pomocnika. Zawodnik klubu Nepal Police Club.

## Kariera klubowa
Silwal karierę rozpoczynał w 2005 roku w zespole Nepal Police Club z Martyr's Memorial A Division League. Od tego czasu zdobył z nim 4 mistrzostwa Nepalu (2007, 2010, 2011, 2012). W 2007 roku z klubem dotarł także do finału Pucharu Prezydenta AFC.

## Kariera reprezentacyjna
W reprezentacji Nepalu Silwal zadebiutował w 2008 roku.